# Canton de Villeurbanne-Nord
Le canton de Villeurbanne-Nord est une ancienne division administrative française, située dans le département du Rhône en région Rhône-Alpes.

## Composition
Le canton était formé d'une partie de la commune de Villeurbanne.

## Histoire
Le canton est créé par le décret du 10 janvier 1964, en divisant l'ancien canton de Villeurbanne, créé en 1854.
Le 1er janvier 2015, le canton disparaît avec la naissance de la métropole de Lyon.

## Représentation
| Période | Période      | Identité                    | Étiquette | Qualité                                                                   |
| ------- | ------------ | --------------------------- | --------- | ------------------------------------------------------------------------- |
| 1964    | 1967         | André Valance (1917-2010)   | SFIO      | Professeur de collège, adjoint au maire de Villeurbanne                   |
| 1967    | 1973         | Marcel Dutartre (1906-1979) | PCF       | Ouvrier toupilleur Adjoint au Maire de Villeurbanne                       |
| 1973    | 1979 (décès) | René Desgrand (1921-1979)   | PCF       | Métallurgiste, ancien prêtre ouvrier Conseiller municipal de Villeurbanne |
| 1979    | 2011         | Bernard Rivalta             | PS        | Auto-entrepreneur, conseiller municipal de Vénissieux (2008-2014)         |
| 2011    | 2014         | Gilbert-Luc Devinaz         | PS        | Chargé d'études, adjoint au maire de Villeurbanne                         |

## Évolution démographique
| 1982   | 1990   | 1999   | 2006   | 2011   | 2012   |
| ------ | ------ | ------ | ------ | ------ | ------ |
| 40 638 | 41 653 | 41 760 | 45 308 | 47 903 | 48 201 |